# Bartoszówek
Bartoszówek (niem. Barzdorf oraz jako Gut Barzdorf) – wieś w Polsce położona w województwie dolnośląskim, w powiecie świdnickim, w gminie Strzegom.

## Podział administracyjny
W latach 1975–1998 miejscowość administracyjnie należała do województwa wałbrzyskiego.

## Demografia
Wieś obecnie (III 2011 r.) zamieszkuje 229 osób.

## Zabytki
Do wojewódzkiego rejestru zabytków wpisane są:
- zespół pałacowy:
  - wieża pałacu z XVII w., pałac von Richthofenów nie istnieje
  - park z 1830 r.
- aleja dębowa na trasie Strzegom – Lusina z XVIII-XIX w.

## Znane osoby
Wolfram von Richthofen (1895-1945), urodzony w Bartoszówku, as lotnictwa niemieckiego podczas I wojny światowej, jeden z dowódców Luftwaffe, odpowiedzialny za zbombardowanie Guerniki.